# German Township (Pennsylvanie)
Pour les articles homonymes, voir German Township.
German Township est un township situé à l'ouest du comté de Fayette, en Pennsylvanie, aux États-Unis,. En 2016, il comptait une population de 4 942 habitants.

## Démographie
Lors du recensement de 2010, le township comptait une population de 5 097 habitants. Elle est estimée, en 2016, à 4 942 habitants.